# Matthijs Koene
Matthijs Koene (1977) is een Nederlands panfluitist.
Koene ontving zijn opleiding aan het Hilversums Conservatorium bij Nicolai Pirvu, studeerde daarnaast bij Michel Tirabosco en bij de fluitist Harrie Starreveld en blokfluitist Walter van Hauwe in Amsterdam. De componist Daan Manneke gaf Koene als coach in het Conservatorium van Amsterdam tevens les. Koene studeerde cum laude af aan het Conservatorium van Amsterdam in 2001. Hij specialiseerde zich daar in het spelen van moderne hedendaagse muziek, en schreef over extended techniques op de panfluit een educatieve brochure.
Koene maakt deel uit van ensemble Ziggurat van Theo Loevendie. Daarnaast formeerde hij met gitarist Stefan Gerritsen "Verso", waarmee hij een nieuw repertoire voor panfluit en gitaar uitvoert. Verso won in april 2003 de Vriendenkrans en de concertgebouwprijs in Amsterdam. Ook won Verso de moderne muziekprijs van het ComRadio concours te Barcelona. In de C.A.G. music competition in New York was Verso finalist. De IBLA 2006 Grand Prize ging ook naar Verso en ze wonnen verder een Piazzolla award.
Daarnaast formeerde hij met gitarist Stefan Gerritsen "Verso", waarmee hij een nieuw repertoire voor panfluit en gitaar uitvoert. 

## Recensies
- “Koene does things with his instrument which sounds quite impossible at times.”[3]
- “Koene is inmiddels algemeen erkend als een absolute meester op zijn instrument.”[4]
- “Der Panflötensolist versucht, die Panflöte als klassisches instrument zu etablieren. Das gelang mit ausdrucksstarker Virtuosität und technisch perfekt.”[5]

## Prijzen
- Vriendenkrans- en Concertgebouwprijs (2003)
- Prijs voor eigentijdse muziek van het Comradio-concours in Barcelona (2003), met Verso
- IBLA Grand Prize Top Winner Award en Piazzolla Award in Italië (2006), met Verso
- Finaleplaatsen in ‘The CAG music competition’ in New York (2005 en 2006).

Sinds 2005 is Koene docent aan het Conservatorium van Amsterdam. Hij werkte mee aan cd-opnamen, onder andere met orgel- en panfluitwerken en met diverse hedendaagse muziekensembles.